# Der schöne Jacques
Der schöne Jacques (engl. Originaltitel: Life on the Fast Lane; Alternativtitel: Jacques to Be Wild) ist die neunte Folge der ersten Staffel der Serie Die Simpsons. Sie gewann im Jahre 1990 den Primetime Emmy Award in der Kategorie Outstanding Animated Program (For Programming Less Than One Hour).

## Handlung
In dieser Folge hat Marge Simpson Geburtstag und wird von ihren Kindern Lisa und Bart mit einem Frühstück überrascht. Erschrocken bemerkt Homer, dass er den Geburtstag vergessen und kein Geschenk besorgt hat. In Eile nach einem Geschenk kauft er ihr eine Bowlingkugel – mit dem eingravierten Namen HOMER. Marge ist von dem Geschenk nicht sehr begeistert, um Homer jedoch eins auszuwischen, nimmt sie die Kugel an und entschließt sich, bowlen zu lernen. Während ihres Trainings lernt sie jedoch den schönen Jacques kennen. Jacques, der sich zu ihr hingezogen fühlt, wird mit der Zeit ihr privater Bowlinglehrer und Marge merkt dabei, dass Jacques ein sensibler und charmanter Mann ist, genau das Gegenteil von Homer. Marge ist sich über ihre Gefühle unsicher: Sie liebt Homer, sieht aber in Jacques den romantischen Mann, den sie sich immer vorgestellt hat. Nach einem Training lädt Jacques sie zu einem Brunch ein, und obwohl sie sich schuldig fühlt, stimmt sie zu. 
Homer und die Kinder bemerken in der Zwischenzeit, dass die Ehe in die Brüche gehen könnte.
Während des Brunches treffen Jacques und Marge auf Helen Lovejoy, die als „klatschsüchtige Frau des Pfarrers“ bekannt ist, und sie fragt, warum Marge mit einem Mann zu Mittag isst, der nicht ihr Ehemann ist. Jacques versichert ihr, dass es sich um eine Bowlingstunde handele. Als Helen wieder weiter geht, lädt Jacques Marge zu seiner Wohnung ein. Marge stimmt dem zu, steht aber vor einem moralischen Dilemma. Am nächsten Tag fährt Marge zu Jacques Wohnung. Auf dem Weg dorthin hält sie an einer Kreuzung an, ein Weg führt zu Jacques Wohnung, während der andere zum Atomkraftwerk führt, wo Homer arbeitet. Nach einigen Hin und Her beschließt sie jedoch zum Atomkraftwerk zu fahren. Dort überrascht sie Homer; sie fallen sich in die Arme und küssen sich.

## Kulturelle Referenzen
Der Originaltitel „Life on the Fast Lane“ ist eine Anspielung auf dem gleichnamigen Song der US-amerikanischen Country-Rock-Band The Eagles, während der alternative Titel „Jacques to Be Wild“ (der wiederum als „Bjorn to Be Wild“ geplant war) eine Anspielung auf den Song Born to Be Wild der Rockband Steppenwolf ist. Die Tanzszene zwischen Marge und Jacques – in Marges Traumsequenz – ist direkt vom Filmmusical The Gay Divorcee übernommen worden. Die letzte Szene, in der Marge in das Atomkraftwerk geht und sie von Homer, unter dem Beifall seiner Kollegen, auf Händen aus dem Kraftwerk getragen wird, nimmt Bezug auf die Schlussszene des US-amerikanischen Filmdramas Ein Offizier und Gentleman; gleichzeitig ist der Filmsong Up Where We Belong zu hören.

## Produktion
Die Folge Der schöne Jacques wurde von John Swartzwelder geschrieben, während David Silverman Regie führte. Diese Episode war ursprünglich zu lang, um bei ihr die normale Eröffnungssequenz zu verwenden (siehe dazu Die Simpsons#Eröffnungssequenz). Sie wurde daher ohne einen Couch-Gag und Tafel-Gag produziert; stattdessen wurde lediglich ein Bild des Hauses der Simpsons hineingeschnitten. Zudem sollte die Episode eigentlich „Bjorn to Be Wild“ heißen, denn Marge sollte einen Tennislehrer aus Schweden namens Bjorn treffen. Aber Albert Brooks, die Stimme von Jacques in der Originalfassung, fand es witziger, dass sein Charakter ein Franzose ist. Aus diesem Grund lautet der Alternativtitel dieser Episode auch „Jacques to Be Wild“. Brooks improvisierte fast alle seine Dialoge und produzierte bis zu drei Stunden Material. Marges Lachen während ihrer Bowlingstunde war ein natürliches Lachen von Julie Kavner, da sie über Brooks Dialoge lachte.
Das Äußere des Bowlingcenters Barney’s Bowlarama wurde von Eric Stefani entworfen, einem Mitglied der Musikgruppe No Doubt. Die ursprüngliche Hintergrundgeschichte für Barney’s Bowlarama war, dass das Bowlingcenter Barney Gumble gehörte, was in der Serie jedoch nie erwähnt wurde. Die Autoren veränderte dies im Laufe der Zeit, sodass Barney dort nur als Angestellter arbeitete, weil sie sich nicht vorstellen konnten, dass Barney irgendetwas besitzt, geschweige denn ein Unternehmen leitet. Später, in der Folge Und Maggie macht drei (Staffel 6 Folge 13), wurde offenbart, dass Barneys Onkel Al Gumble der Besitzer des Bowlingcenters ist. Das Restaurant Shorty’s, in dem Jacques und Marge gemeinsam essen und auf Helen Lovejoy treffen, sollte eine Anspielung eines kleinen Kochs sein, der hinter dem Tresen arbeitet und eine Kochmütze trägt. Diese Idee wurde wieder verworfen, weil es für sie zu plump erschien.
Die Episode markiert auch die ersten Auftritte von Lenny Leonard, Jacques und Helen Lovejoy.

## Rezeption
Die Erstausstrahlung dieser Episode beendete die Nielsen Ratings der Woche vom 12. bis zum 19. März 1990 mit einem Rating von 17,5 auf dem 11. Platz und wurde dabei von etwa 16,1 Millionen Fernsehhaushalten gesehen. Damit war sie die am höchsten bewertete Sendung auf Fox in dieser Woche. Die Folge erhielt im Jahre 1990 den Primetime Emmy Award in der Kategorie Outstanding Animated Program (For Programming Less Than One Hour).
Die Folge erhielt überwiegend positive Kritiken. In einer DVD-Rezension der ersten Staffel gab David B. Grelck der Folge eine Bewertung von 4 von 5 Punkten und erklärte sie – neben Homer als Frauenheld – zu einer seiner Lieblingsfolgen der ersten Staffel. Colin Jacobson schrieb, dass es „eine weitere gute, aber keine großartige Episode“ war und hob Albert Brooks Arbeit positiv hervor. Die Autoren des Buches I Can't Believe It's a Bigger and Better Updated Unofficial Simpsons Guide, Warren Martyn und Adrian Wood, schrieben: „Eine sehr gute, sehr sichere Episode, bei der einige Zuschauer (besonders weibliche) sich zum Schluss die Haare gerauft haben.“
In einem Artikel der Entertainment Weekly aus dem Jahr 2000 erklärte Matt Groening diese Episode als seine zweitliebste Episode aller Zeiten. Im Jahr 2003 nannte die Entertainment Weekly die Episode in einer Liste der 25 besten Die-Simpsons-Folgen auf Platz 21.